# أحمد الفالي
السيد أحمد عبد العزيز الموسوي الفالي (1905-2007). رجل دين ومؤلف شيعي إيراني من أصل عراقي. كان من المعارضين للحكومة العراقيَّة إبان حكم حزب البعث العربي الاشتراكي، وتعرَّض جراء ذلك للاعتقال والتهجير ثم سحب جنسيته العراقيَّة، فاستوطن إيران واستحصل على الجنسية الإيرانيَّة بعد ذلك. وهو والد الخطيب الحسيني السيد محمد باقر الموسوي الفالي.

## ولادته ونشأته العلمية
وفقاً لترجمته في كتاب گنجینه دانشمندان فإنَّ ولادته كانت في العشرين من جمادى الآخرة 1334 هـ / 1916 م في فال [الفارسية]، وهي إحدى نواحي محافظة فارس الإيرانيَّة، ويؤِّيد ذلك أيضاً الكرباسي في ترجمته للفالي في دائرة المعارف الحسينيَّة. وبالرجوع للمصدر الأول يستظهر أنَّه نشأ بفال ثم هاجر منها سنة 1353 هـ، وهو في السادسة عشرة من عمره إلى العراق مستوطناً في أول أمره النجف وملتحقاً بحوزتها العلميَّة ثمَّ هاجر منها إلى كربلاء في وقت لاحق، وقد درس أكثر المقدِّمات والأدبيَّات على محمد علي المدرس الأفغاني، وأمَّا السطوح فقد تتلمذ فيها على يوسف البيارجمندي الشاهرودي وأبي القاسم الخوئي، كما تتلمذ في كفاية الأصول على حسن الطباطبائي القمي، وحضر دروس البحث الخارج لمهدي الشيرازي وحسين الطباطبائي القمي ومحمد هادي الميلاني. ويضيف الكرباسي أنَّ الفالي قد درس في النجف أيضاً على إبراهيم الاصطهباناتي، ويذكر أنَّ هجرته إلى كربلاء كانت سنة 1361 هـ، وأنَّ تتلمذه على الشيرازي والميلاني كان في فترة وجوده في كربلاء، ويحكي أنَّ الفالي «بعد أن هاجر أستاذه الميلاني اشتغل بالتدريس والتأليف ومارس الخطابة».

## خروجه من العراق
في مقابلة أجرتها شبكة النبأ مع أبناء الفالي أفادوا بأنَّ الفالي قد اعتقل سنة 1969 مع ابنه علي بسبب معارضتهم لسياسات الحكومة العراقيَّة آنذاك، وأخذوهما إلى (مكافحة النشاط الرجعي) لعدَّة أشهر، ومن ثم نقل إلى سجن الفضيليَّة ببغداد، وفي سنة 1970 م تم تسفير الفالي عن طريق بعقوبة إلى إيران وأسقطوا الجنسيَّة العراقيَّة، وبعد أكثر من خمسة عشر يوم فقط أبلغوا أسرته بلزوم اللحاق به إلى إيران حيث أسقطوا الجنسيَّة العراقيَّة عن بقية أفراد الأسرة، وأعطوهم ورقة عبور فقط، فذهبوا إلى إيران حتى وصلوا إلى طهران واستحصلوا على الجنسيَّة الإيرانيَّة، واستوطن هو وأسرته مدينة قم حينئذٍ. وقد ذكر في  گنجینه دانشمندان أن خروجه إلى إيران كان سنة 1387 هـ، فيما ذكر الكرباسي أنَّ خروج الفالي إلى إيران كان سنة 1390 هـ، وسبق ذلك بقوله: «قصد مدينة الكويت أيام الجدب المادي والثقافي وتمكَّن من إرشاد الناس، وقام بتعريف أهالي الكويت على عدد من العلماء والخطباء».

## أبناؤه
| - سید علي - سید حسن - سید حسين - سید سجاد - سید محمد باقر: رجل دين وخطيب حسيني وقد قام بتحقيق كتب والده كموسوعة الأنوار في سيرة الأئمة الأطهار، وكتاب البهائية تحت المجهر. - سید صادق - سید کاظم - سید رضا - سید جواد من مؤلفاته ومصنَّفاته: \| - الأنوار في سيرة الأئمة الأطهار. موسوعة في سير الأئمة الإثني عشر (الأئمة عند الشيعة الإثني عشريَّة)، وتقع في إثني عشر مجلداً حيث خصَّص كل مجلد لإمام من الأئمة،[7] وقد ذكر في گنجينه دانشمندان بعنوان خلفاء الرسول الإثني عشر فيبدو أنَّ العنوان قد غُيِّر حين قدِّم إلى الطبع.[8] - بين الإنسان وسائر الموجودات.[9] - البهائية تحت المجهر. دراسة حول الديانة البهائيَّة،[10] وقد ذكر في گنجينه دانشمندان بعنوان البهائية حزب لا مبدأ فيبدو أنَّ العنوان قد غير حين قدم للطبع تماماً ككتاب خلفاء الرسول الإثني عشر.[5] - قاطع البرهان في الرد على الجبهان. رد على كتاب تبديد الظلام وتنبيه النيام إلى خطر التشيع على المسلمين والإسلام لكاتبه إبراهيم سليمان الجبهان. \| - فدك. - الإسلام والكتلتين الشيوعية والرأسمالية. - براهين الشيعة الجلية في دحض أباطيل الندوي وابن تيمية. - شجاعة أمير المؤمنين.[11] - براى جوانان. يقع في أربع مجلَّدات. - تذكرة الشباب. يقع في مجلَّدين. الكتابين الأخيرين انفرد صاحب گنجينه دانشمندان بذكرهما. \| 1. 2. 3. 4. 5. 6. 7. 8. 9. 10. 11. - (بالفارسية) گنجینه دانشمندان. محمد شريف الرازي، طبع طهران - إيران، 1352 هـ.ش، منشورات کتابفروشی اسلاميه. - معجم خطباء المنبر الحسيني. محمد صادق الكرباسي، طبع لندن - المملكة المتحدة، 1433 هـ / 2012 م، منشورات المركز الحسيني للدراسات. - معجم المطبوعات النجفية. محمد هادي الأميني، طبع النجف - العراق، 1385 هـ، منشورات مطبعة الآداب. | |
| - الأنوار في سيرة الأئمة الأطهار. موسوعة في سير الأئمة الإثني عشر (الأئمة عند الشيعة الإثني عشريَّة)، وتقع في إثني عشر مجلداً حيث خصَّص كل مجلد لإمام من الأئمة، وقد ذكر في گنجينه دانشمندان بعنوان خلفاء الرسول الإثني عشر فيبدو أنَّ العنوان قد غُيِّر حين قدِّم إلى الطبع. - بين الإنسان وسائر الموجودات. - البهائية تحت المجهر. دراسة حول الديانة البهائيَّة، وقد ذكر في گنجينه دانشمندان بعنوان البهائية حزب لا مبدأ فيبدو أنَّ العنوان قد غير حين قدم للطبع تماماً ككتاب خلفاء الرسول الإثني عشر. - قاطع البرهان في الرد على الجبهان. رد على كتاب تبديد الظلام وتنبيه النيام إلى خطر التشيع على المسلمين والإسلام لكاتبه إبراهيم سليمان الجبهان. | - فدك. - الإسلام والكتلتين الشيوعية والرأسمالية. - براهين الشيعة الجلية في دحض أباطيل الندوي وابن تيمية. - شجاعة أمير المؤمنين. - براى جوانان. يقع في أربع مجلَّدات. - تذكرة الشباب. يقع في مجلَّدين. الكتابين الأخيرين انفرد صاحب گنجينه دانشمندان بذكرهما. |